# Mark Hammett
Mark Hammett (ur. 13 lipca 1972 w Christchurch) – nowozelandzki rugbysta grający na pozycji młynarza, zwycięzca National Provincial Championship i czterokrotny triumfator Super 12, reprezentant kraju, brązowy medalista Pucharu Świata 2003, następnie trener.

## Zawodnik
W młodości uprawiał piłkę nożną, w rugby zaczął grać w St Thomas of Canterbury College pod wpływem jednego z nauczycieli i wkrótce reprezentował szkołę w pierwszej drużynie. Po jej ukończeniu wyjechał do Francji, gdzie przez rok grał w lokalnych klubach jednocześnie pracując w fabryce porcelany w Limoges. Powróciwszy do Nowej Zelandii zadebiutował w barwach Canterbury w roku 1992, w kolejnych latach dzieląc obowiązki młynarza z Mattem Sextonem. Do 2002 roku rozegrał dla regionu 76 spotkań, triumfując z nim w National Provincial Championship 1997 oraz zdobywając i broniąc Ranfurly Shield.
Z Crusaders związany był od momentu powstania tej franszyzy. Po słabych początkach zespół stał się najbardziej utytułowanym w historii Super Rugby, podczas kariery Hammetta triumfując w latach 1998, 1999, 2000 i 2002, dodatkowo docierając do finału w roku 2003. Finał z 2003 roku, w którym zdobył dwa przyłożenia, okazał się być jego ostatnim spośród 81 spotkań w barwach Crusaders, bowiem w trakcie przygotowań do kolejnego sezonu powracająca kontuzja karku wymusiła na nim zakończenie kariery sportowej.
Powoływany był do juniorskich reprezentacji kraju – U-17, U-19 i U-21. Jego pierwszy kontakt z seniorskim poziomem reprezentacyjnym nastąpił podczas sprawdzianów kadry w 1998 roku, które zakończyły się występem w ramach reprezentacji A przeciwko Tonga. W tym samym roku po kontuzji Norma Hewitta znalazł się w kadrze, jednak nie wystąpił w żadnym spotkaniu. Jego debiut dla All Blacks nastąpił w roku następnym, większość występów podczas kariery reprezentacyjnej zaliczył jednak z ławki rezerwowych, walczył bowiem o miejsce w składzie z takimi zawodnikami jak Anton Oliver, Keven Mealamu, Tom Willis i Corey Flynn. Zagrał w dwóch Pucharach Świata, zaliczając łącznie osiem występów – w 1999 All Blacks zajęli czwarte miejsce, poprawiając się o jedną pozycję cztery lata później. Łącznie wystąpił w trzydziestu spotkaniach All Blacks, w tym w dwudziestu dziewięciu testmeczach.

## Trener
Karierę trenerską rozpoczął z juniorskimi zespołami Marist Albion oraz Canterbury, zaś na sezon 2006 został doradcą formacji młyna Crusaders. Rok później został mianowany jednym z asystentów trenera Crusaders i pełnił tę rolę przez cztery sezony. Po odejściu Robbie’ego Deansa został pominięty przy obsadzaniu stanowiska pierwszego trenera, na które został wyznaczony Todd Blackadder.
W 2011 roku został szkoleniowcem Hurricanes. W związku z narastającą presją z powodu słabych wyników w kwietniu 2014 roku ogłosił, iż po tym sezonie nie będzie się ubiegał o przedłużenie kontraktu. W połowie maja tego roku podpisał zaś trzyletnią umowę z Cardiff Blues.

## Varia
- Drugi z ośmioro rodzeństwa, ojciec Garry, matka Margaret, żona Tash, córki Billie i Nova[2][29].